# Bibliothèque Sainte-Barbe
Pour les articles homonymes, voir BSB.
La bibliothèque Sainte-Barbe (BSB) est une bibliothèque interuniversitaire parisienne. Elle est située depuis son ouverture en 2009 dans les bâtiments de l'ancien collège Sainte-Barbe, qui ont fait l'objet d'une inscription aux monuments historiques le 9 décembre 1999 dans sa structure actuelle (l'ancien bâtiment avant rénovation ayant fait l'objet d'une inscription par arrêté du 17 décembre 1943).

## Historique

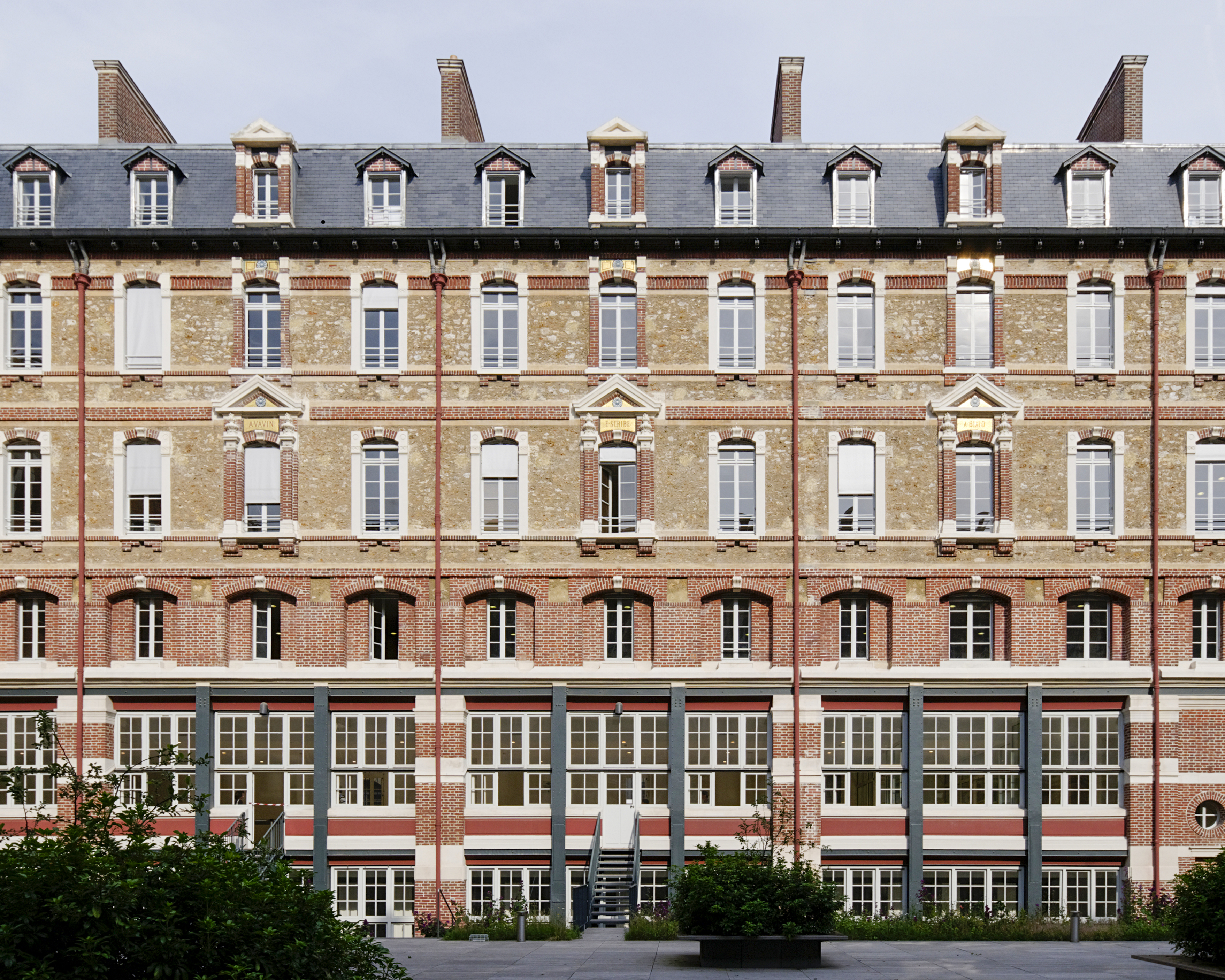
Le bâtiment longeant la rue Valette vu depuis la cour.

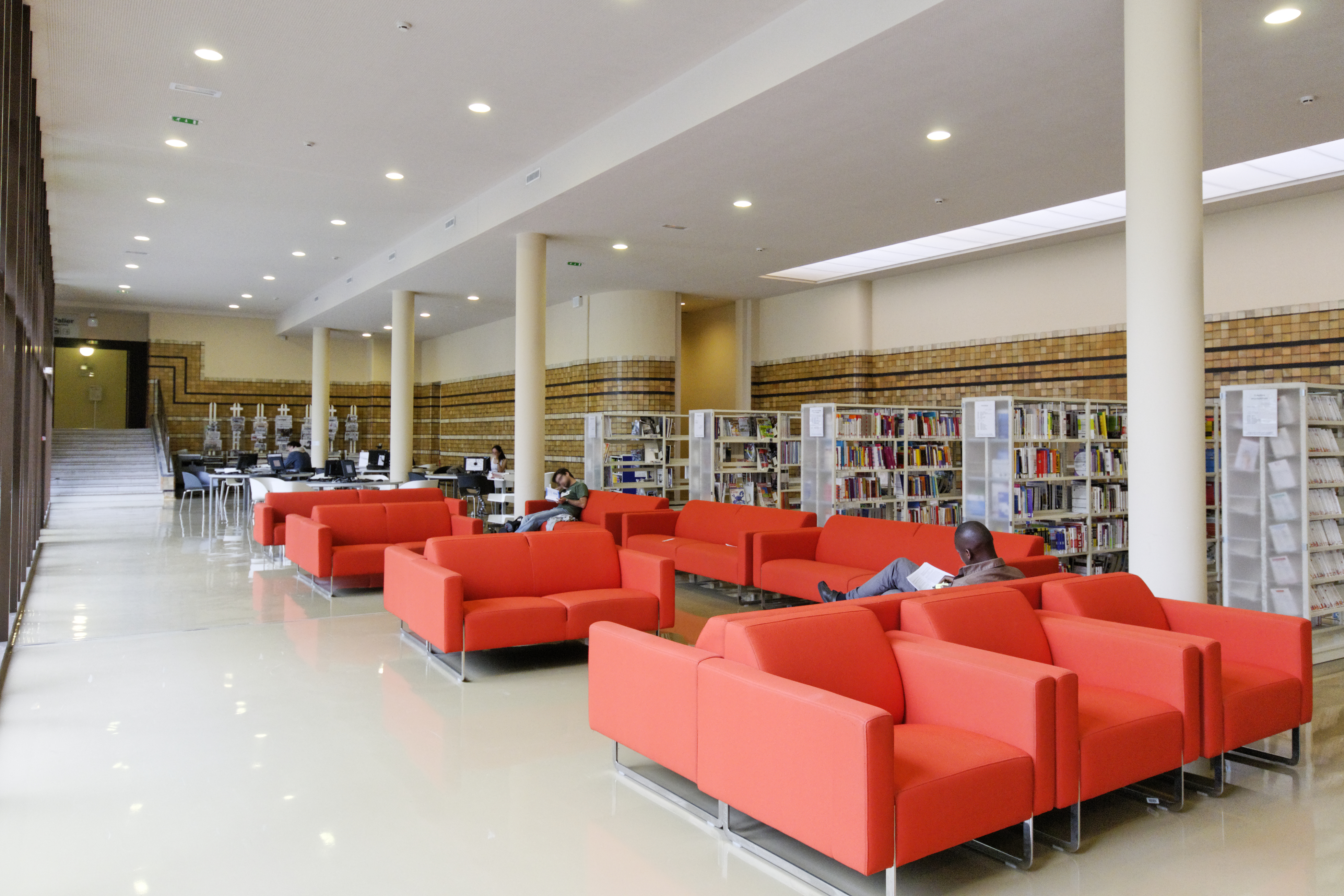
La salle des périodiques en 2010. Cette salle est déplacée dans le bâtiment Chartière, à la suite de l'ouverture d'un Café Kiosque le 30 janvier 2018.

Le collège Sainte-Barbe a été fondé en 1460 par Geoffroy Lenormant. Dirigée par Ernest Lheureux, un élève de Théodore Labrouste, la construction des bâtiments Chartière et Valette est entreprise entre 1881 et 1884. Datant de 1936, la construction de l'aile Écosse par Daniel Lionel et Raoul Brandon est achevée en 1939.
La transformation de Sainte-Barbe en bibliothèque s’inscrit dans le cadre du plan U3M (Universités pour le troisième millénaire), schéma de développement de l’enseignement supérieur et de la recherche de la région Île-de-France.
Le service inter-établissements de coopération documentaire Sainte-Barbe a été créé officiellement par le décret no 2004-1121 du 14 octobre 2004. Les universités Paris-I Panthéon-Sorbonne, Paris-Panthéon-Assas, Sorbonne Nouvelle et Sorbonne Université (ex-Paris IV) sont ses quatre universités cocontractantes. Elle est rattachée administrativement à l’université Sorbonne Nouvelle-Paris 3.
En février 2008, l’équipe s’installe définitivement dans les locaux du collège Sainte-Barbe situés au 4 rue Valette (Paris 5e), rénovés entre 2005 et 2008 par l’architecte Antoine Stinco. La bibliothèque Sainte-Barbe a ouvert au public le 9 mars 2009.
Géraldine Moreaud assure la direction de la bibliothèque Sainte-Barbe depuis le 1er juillet 2016. Elle succède à Emmanuelle Sordet et François Michaud.
Dans le cadre du contrat du Plan État Région 2021-2027, des travaux de rénovation des verrières de l'aile Chartière (notamment l'ancienne salle de dessin) sont engagés. Sont également engagés des travaux de réfection complète des toitures. Ces travaux font suite à des défaillances d'étanchéité et s'inscrivent dans une amélioration de performance énergétique.

## Missions

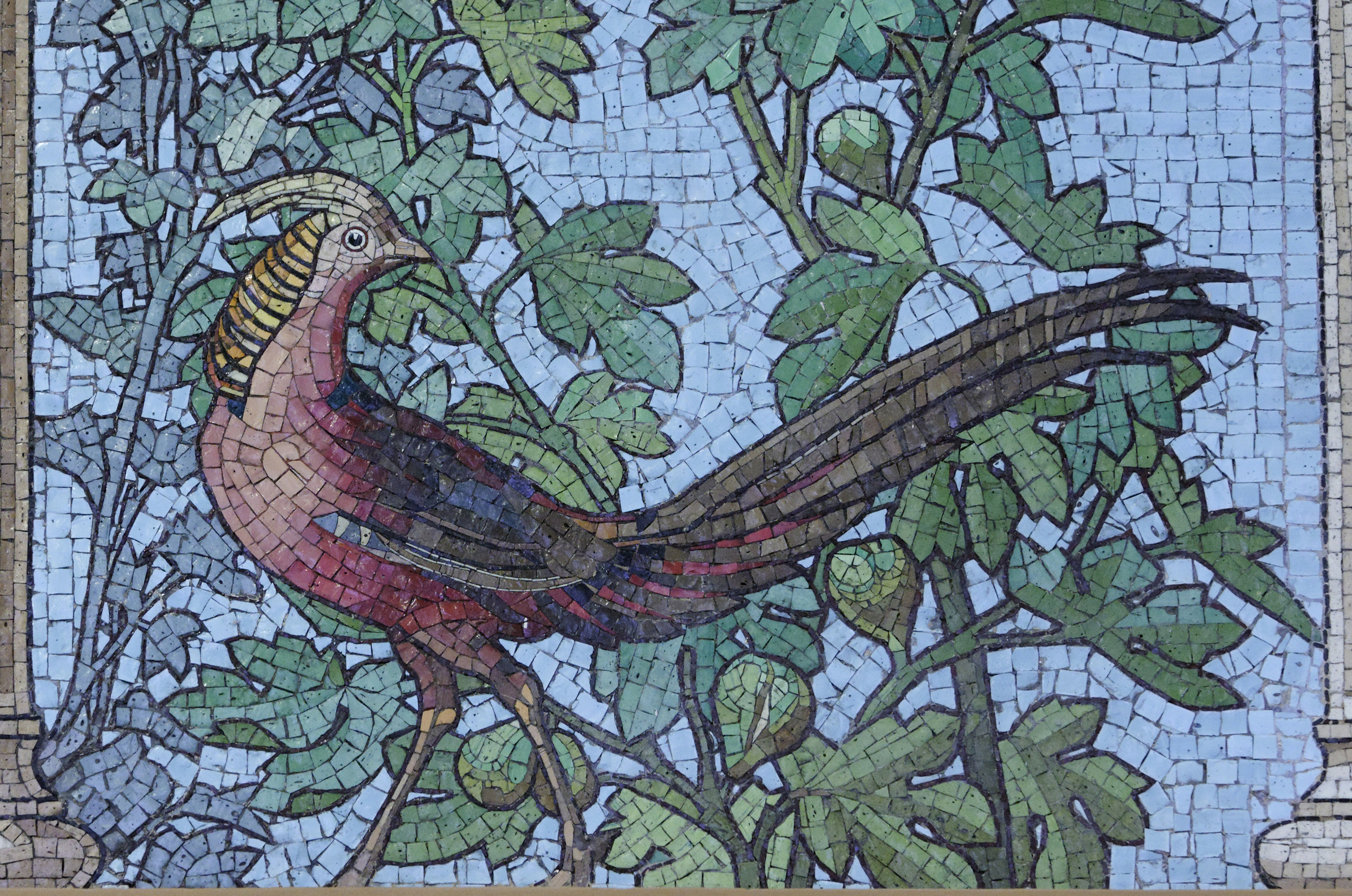
L'ancien réfectoire est décoré de mosaïques de Facchina.

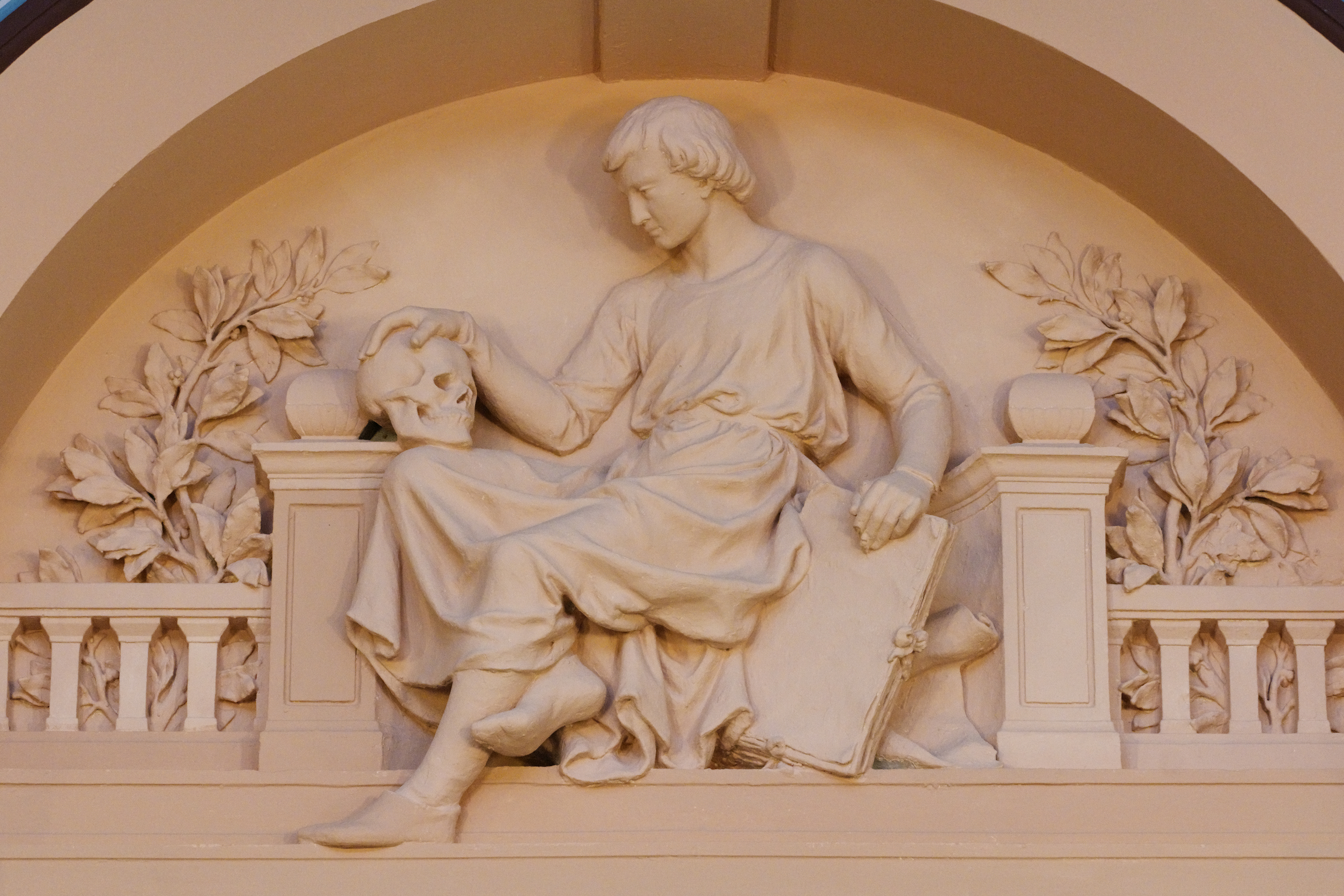
Bas-relief de Charles Gauthier dans la salle de dessin.

Destinée aux étudiants de licence et de master, elle propose en libre accès des collections empruntables qui couvrent l’ensemble des humanités au sens large : droit et sciences politiques, sciences économiques et de gestion, lettres et langues, arts, sciences humaines et sociales, et filières santé avec la création d'un fonds pour les premières années depuis 2017 (fonds élargi aux besoins documentaires de tous les premiers et seconds cycle en santé depuis 2021).

## Fonctionnement

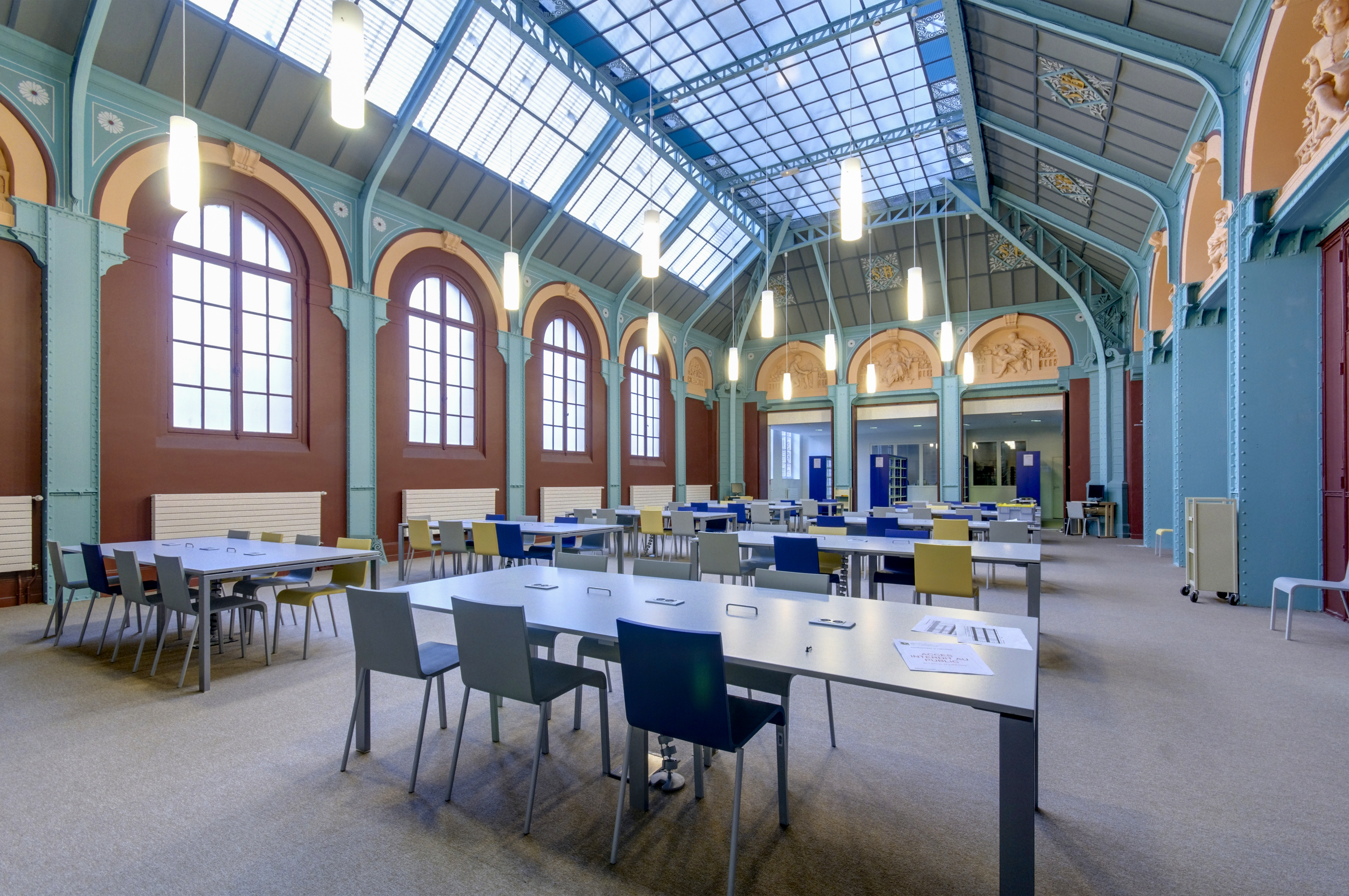
Architecture métallique de l'ancienne salle de dessin.

Ouverte de 10 à 20 heures du lundi au samedi, la bibliothèque dessert les étudiants de licence et de master des établissements d’enseignement public de Paris et d’Île-de-France, auxquels il convient d’ajouter les élèves des classes préparatoires et des BTS des lycées de Paris et d'Île-de-France.   
Pour améliorer l'accueil des nombreux étudiants (plus de 3000 par jour), la bibliothèque s'est équipée de plusieurs dispositifs liés à la gestion des flux,:   
- L'interdiction de réserver des places en salle de lecture
- L'application mobile Affluences qui donne en temps réel le nombre de places disponibles
  - Une caméra dans le hall pour voir la file d'attente

L'accès et le prêt d'ouvrages sont gratuits pour les étudiants.  

## Les chiffres
- 1000 places de travail équipées de prises électriques
- 100 postes informatiques donnant accès aux bases de données, aux périodiques en ligne, aux outils bureautiques, aux catalogues et à Internet
- 40 ordinateurs mis à disposition en prêt à domicile
- 10 tablettes (iPad) en prêt sur place
- 150 000 livres en libre accès et accessibles au prêt ; 300 titres de revues
- accès sur place aux ressources électroniques (presse, revues, journaux, ebooks)
- des collections entièrement équipées en technologie RFID, qui permet l’automatisation des prêts/retours
- des salles de travail en groupe (50 places au total)
- une salle de lecture de la presse quotidienne française et étrangère
- une salle équipée de matériels et de logiciels pour les étudiants mal- et non-voyants

L’ensemble du bâtiment est accessible aux personnes à mobilité réduite. L’ensemble des collections papier et électronique est accessible aux déficients visuels.